# Barbella horridula
Barbella horridula là một loài Rêu trong họ Meteoriaceae. Loài này được Broth. miêu tả khoa học đầu tiên năm 1913.